# Ernest Deligny
Ernest Deligny (París, 4 de mayo de 1820-París, 1898) fue un ingeniero francés, conocido por sus actividades en España. Se le considera una figura clave en la reactivación de la Faja pirítica ibérica a mediados del siglo XIX, en especial de los yacimientos pertenecientes a la cuenca minera de Tharsis-La Zarza. Por su formación técnica y su expriencia Deligny también llegó a desempeñar diversos puestos en algunas de las empresas mineras que operaron en Huelva.
Llegó a ostentar el título nobiliario de conde de Alosno, otorgado por Real Decreto en 1878.

## Biografía
Nacido en París en 1820, cursó estudios de ingeniería en la prestigiosa École centrale des arts et manufactures. Durante esos años Deligny se especializó en ingeniería de minas. En 1853, por cuenta del marqués de Decazes, realizó un viaje de exploración por la provincia de Huelva con el fin de investigar los yacimientos pertenecientes a la Faja pirítica ibérica. En esta zona se encontraban situadas numerosas minas que habían sido explotadas en época romana y que, tras varios siglos de inactividad, empezaban a atraer el interés de inversores extranjeros. De acuerdo con Isidro Pinedo Vara, las investigaciones realizadas previamente por el ingeniero Luciano Escobar habrían ejercido una fuerte influencia en Deligny de cara a despertar su interés por las minas de Huelva.
Tras haber obtenido del Estado varias concesiones en la cuenca minera de Tharsis-La Zarza, Deligny puso en marcha una serie de explotaciones mineras en la zona. Tras la creación de la Compagnie des Mines de Cuivre de Huelva, en 1855, pasó a formar parte de la misma ejerciendo funciones técnicas como director de explotaciones. En sus primeros tiempos la compañía vivió un auge económico y sus actividades se expandieron con rapidez. Uno de los principales problemas que encontró la explotación minera fue el transporte hasta la costa de todo lo que se extraía en los yacimientos de Tharsis. Ante aquella eventualidad, Deligny llegó a plantear la construcción de una línea férrea de vía estrecha que permitiera llevar la pirita hasta la ría de Huelva, si bien el proyecto no se materializó. Al tiempo, entró en conflicto con la dirección de la empresa con motivo de la gestión. En 1859, debido a las discrepancias que mantenía con el consejo de administración, dimitió de su puesto y regresó a Francia.
En 1880 se constituyó la Sociedad de Minas de Cobre del Alosno con el fin de explotar la mina Lagunazo, ocupando Deligny el puesto de director ejecutivo. Falleció en París en 1898.

## Reconocimientos
- Hijo Adoptivo de la provincia de Huelva (1869).
- Hijo Adoptivo de Huelva (1869).
- Hijo Adoptivo del Alosno (1881).

## Fondo documental
El Archivo Municipal de Huelva posee un fondo documental sobre Ernest Deligny, constituido a partir de la donación de una parte del archivo personal que realizaron sus descendientes en octubre de 2021 al ayuntamiento onubense. Este fondo se encuentra compuesto por documentación de diverso tipo, tal y como correspondencia personal, manuscritos, mapas y plantos, libros, etc.